# 企救丘駅

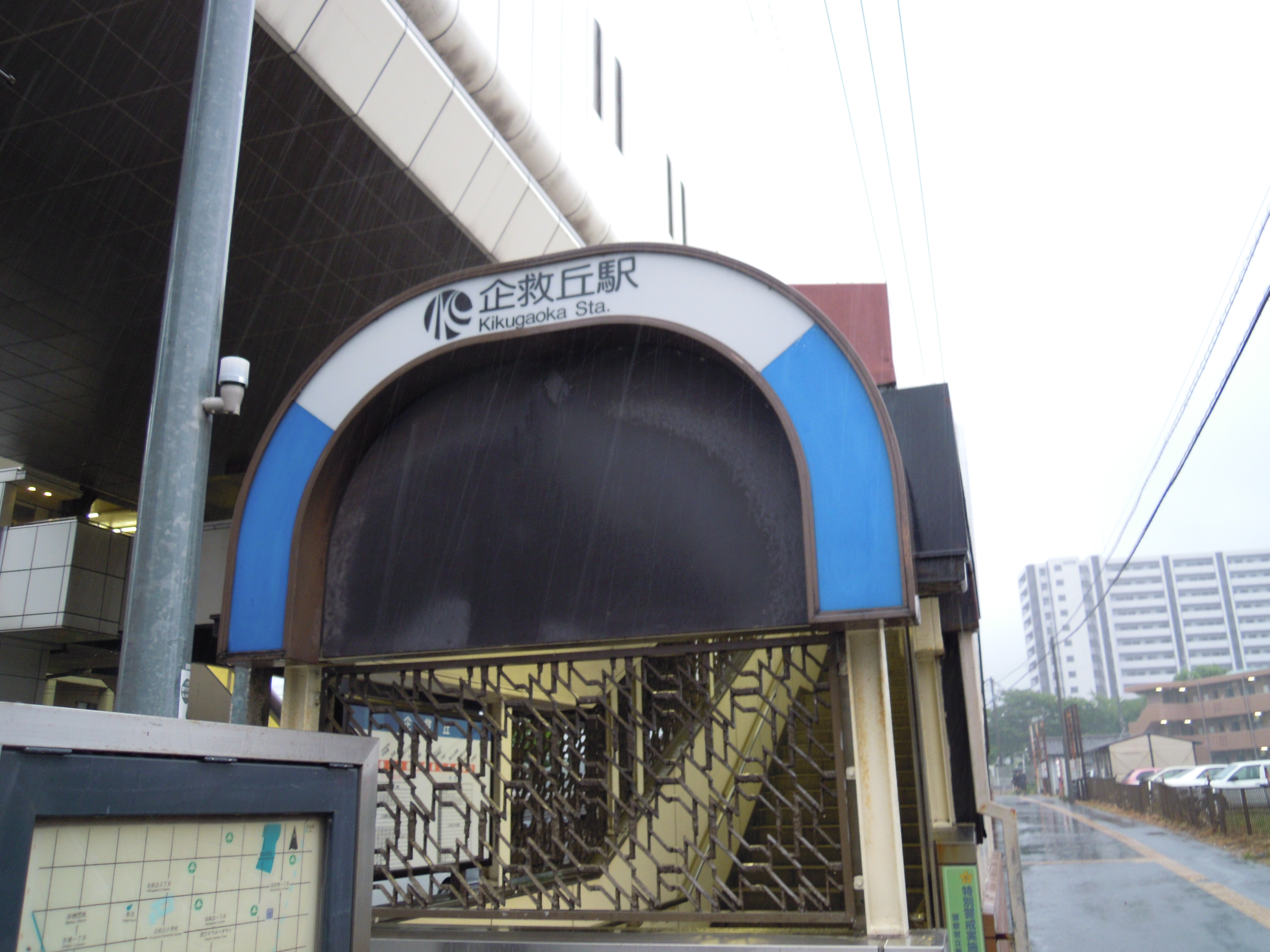
3番出口（2012年6月）

企救丘駅（きくがおかえき）は、福岡県北九州市小倉南区企救丘二丁目にある、北九州高速鉄道（北九州モノレール）小倉線の駅。当路線の終点である。駅番号は「13」。

## 歴史
- 1985年（昭和60年）1月9日：開業[1]。
- 2015年（平成27年）10月1日：ICカード「mono SUGOCA」の利用が可能となる[2]。

## 駅構造
相対式ホーム2面2線を持つ高架駅である。以前は2本のホームが両方使用されていたが、現在は平時には1番線しか使用していない。隣接する車両基地への回送時など、稀に降車専用として2番線が使用されることがある。

### のりば
| 番線 | 路線    | 行先           |
| ---- | ------- | -------------- |
| 1    | ■小倉線 | 小倉方面       |
| 2    | ■小倉線 | （予備ホーム） |

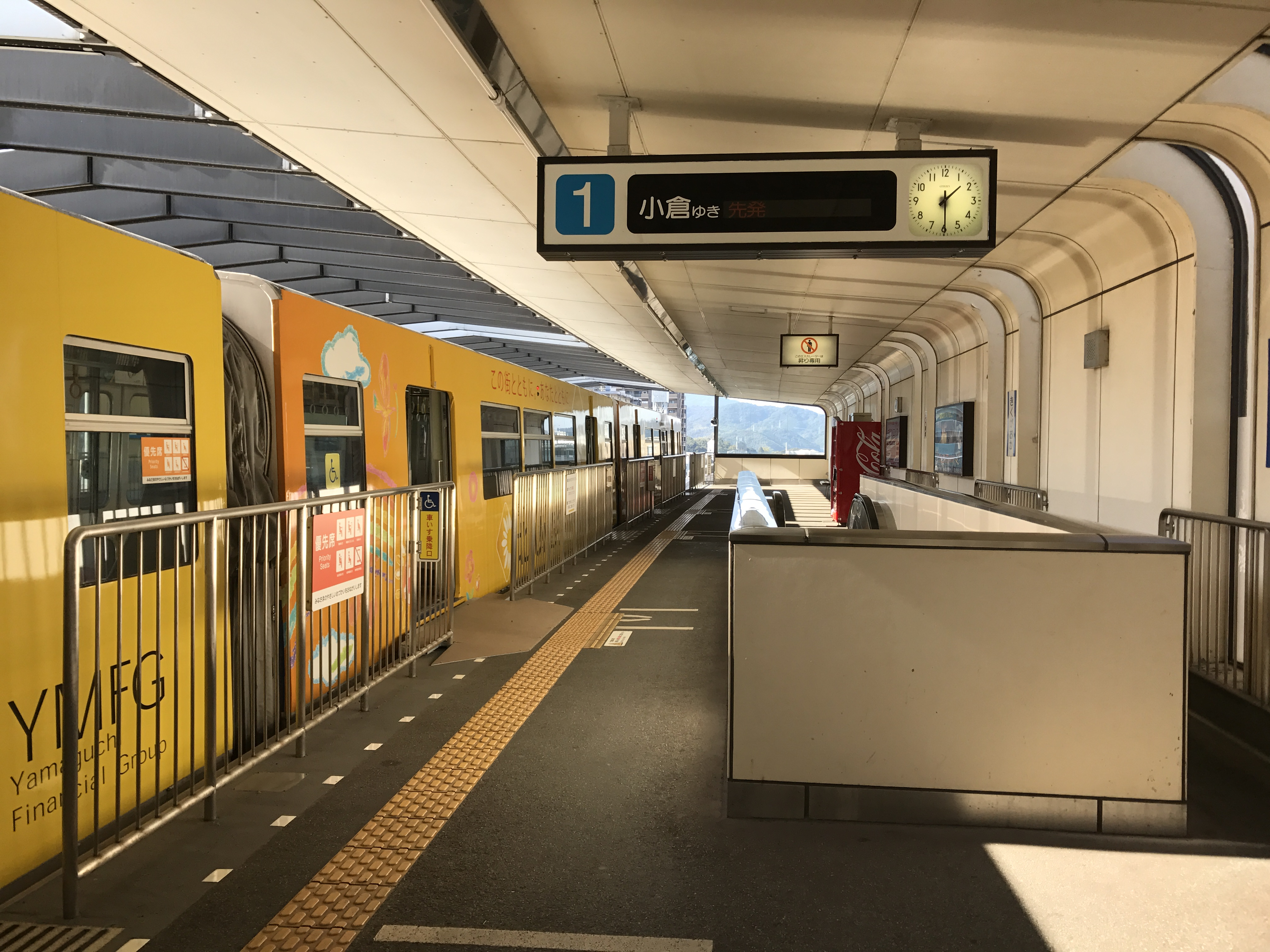
ホーム（2016年11月）

## 利用状況
2019年度の1日平均乗降人員は4,006人である。各年度の1日平均乗車人員は下表のとおり。
| 乗車人員推移 | 乗車人員推移 |
| 年度         | 1日平均人数  |
| ------------ | ------------ |
| 2000年       | 1,929        |
| 2001年       | 1,933        |
| 2002年       | 1,921        |
| 2003年       | 1,937        |
| 2004年       | 1,945        |
| 2005年       | 1,881        |
| 2006年       | 1,883        |
| 2007年       | 1,910        |
| 2008年       | 1,961        |
| 2009年       | 1,850        |
| 2010年       | 1,862        |
| 2011年       | 1,882        |
| 2012年       | 1,973        |
| 2013年       | 1,986        |
| 2014年       | 1,971        |
| 2015年       | 1,948        |
| 2016年       | 1,999        |
| 2017年       | 2,066        |
| 2018年       | 2,080        |
| 2019年       | 2,026        |

## 駅周辺

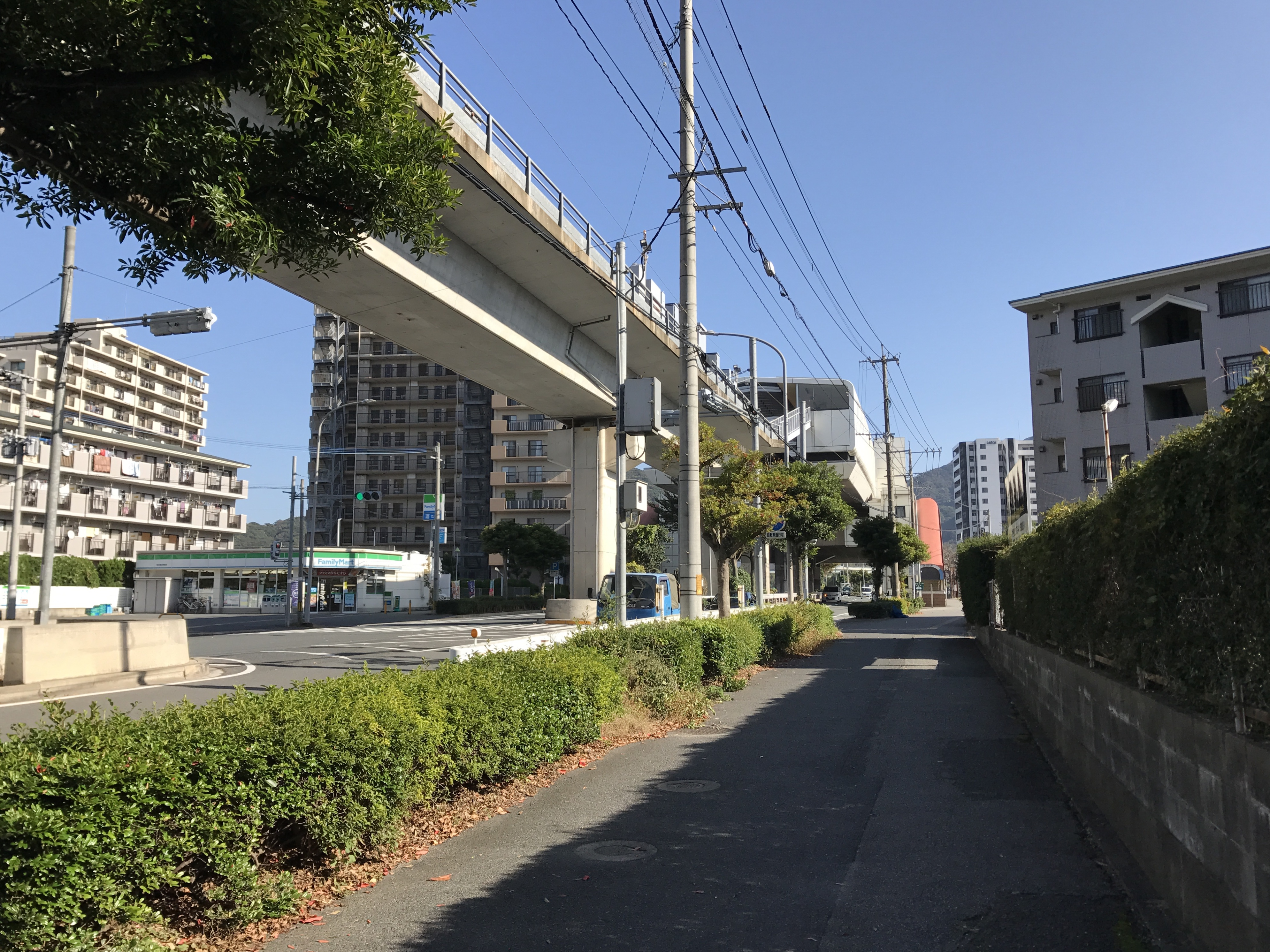
駅付近（2016年11月、徳力嵐山口駅方面より）

小倉南区の北部にあたる。周辺は閑静な住宅地となっている。大規模に整備されているが当駅周辺が市街地の終端となり、少し駅から離れると田園地帯が広がってくる。駅の東側に車両基地と北九州高速鉄道本社社屋があり、その東隣を日田彦山線が通る。駅から東へ延びる道路は日田彦山線との立体交差を経て、丘の観音（）トンネルに至る。
車両基地はモノレール特有の渦巻状の線形で構成されており、本社周辺の植栽は上空から見ると社章とモノレールという文字が見えるように植樹されている。
- 志井公園駅（JR九州 日田彦山線） - 東へ約200 m
- 北九州市立企救丘小学校 - 北西へ約200 m
- 北九州市立志井小学校 - 南へ約600 m
- 常磐高等学校 - 南東へ約800 m
- 九州職業能力開発大学校（九州ポリテックカレッジ）
- 志井公園 - 東へ約400 m
- アドベンチャープール
- 九州自動車道・東九州自動車道北九州ジャンクション
- 堤小倉病院
- スーパー銭湯四季の華（スポーツガーデンフェニックス小倉南校） - 旧・北九州市立交通科学館跡
- マルショク企救丘店

## 隣の駅
北九州高速鉄道
■小倉線
志井駅(12) - 企救丘駅(13)